# Александар Родимцев
Александар Иљич Родимцев (рус. Алекса́ндр Ильи́ч Роди́мцев; Шарлик, 8. март 1905 — Москва, 13. април 1977) је био генерал-пуковник у Црвеној армији током Другог светског рата и двоструки Херој Совјетског Савеза (1937, 1945).
Родимцев се прикључио Црвеној армији 1920. године, и борио се у Шпанском грађанском рату на страни републиканаца против Франка 1936-37 године. Тада је добио први орден Хероја Совјетског Савеза. Ипак остаће највише упамћен из Стаљинградске битке где је командовао тринаестом гардијском стрељачком дивизијом. Задатак дивизије је био да задржи немачке снаге код Мамајевог Кургана. Родимцев је био веома популаран међу својим снагама због велике храбрости коју је показао.
Након битке за Стаљинград, генерал Родимцев командовао је 32.гардијским стрељачким корпусом. Био је ангажован и у току Курске битке.
После завршетка рата је служио као војни аташе у Албанији.